# Vier Afghanische Rosse
Die Vier Afghanischen Rosse (Chinesisch: 爱乌罕四骏图) sind eine Porträtserie von vier Pferden, die ein afghanischer Emir dem chinesischen Kaiser 1763 als Tribut überbringen ließ.
Gezeichnet wurden sie vom Mailänder Jesuitenmissionar Giuseppe Castiglione. Sie werden im Nationalen Palastmuseum in Taiwan zusammen mit anderen Kunstwerken und Pferdebildnissen von Castiglione aufbewahrt.

## Geschichte
Das Durrani-Reich war ein Vorläufer des modernen Afghanistan. Es bildete den westlichsten Vasallenstaat des chinesischen Qing-Reiches. Im Jahr 1762 geriet der chinesische Kaiser Qianlong aufgrund seiner Expansionsbestrebungen in Zentralasien beinahe in einen Krieg mit dem afghanischen Emir Ahmad Schah Durrani. Ein Jahr danach schickte Durrani einen Gesandten nach Peking und schenkte Qianlong vier prächtige Pferde und eine diplomatische Urkunde auf Blattgold, die Informationen über die vier edlen und reinblütigen Pferde enthielt. Dennoch machte der afghanische Gesandte bei Qianlong keinen guten Eindruck, da er sich weigerte, den Kotau zu machen.
Kaiser Qianlong schrieb später ein Lied über die „Vier afghanischen Rosse“. Schließlich gab der Kaiser seinem 74-jährigen Hofmaler Castiglione den Auftrag, Porträts von den vier Pferden zu schaffen. Möglicherweise ließ sich der Kaiser dazu von der Bildrolle mit fünf Pferden des chinesischen Malers Li Gonglin (1049–1106) inspirieren.  Castiglione wird auf Pinyin auch Lang Shinin genannt. Die Vier Afghanischen Rosse sind seine letzten bekannten Pferdeporträts und eines seiner letzten Werke.

## Beschreibung

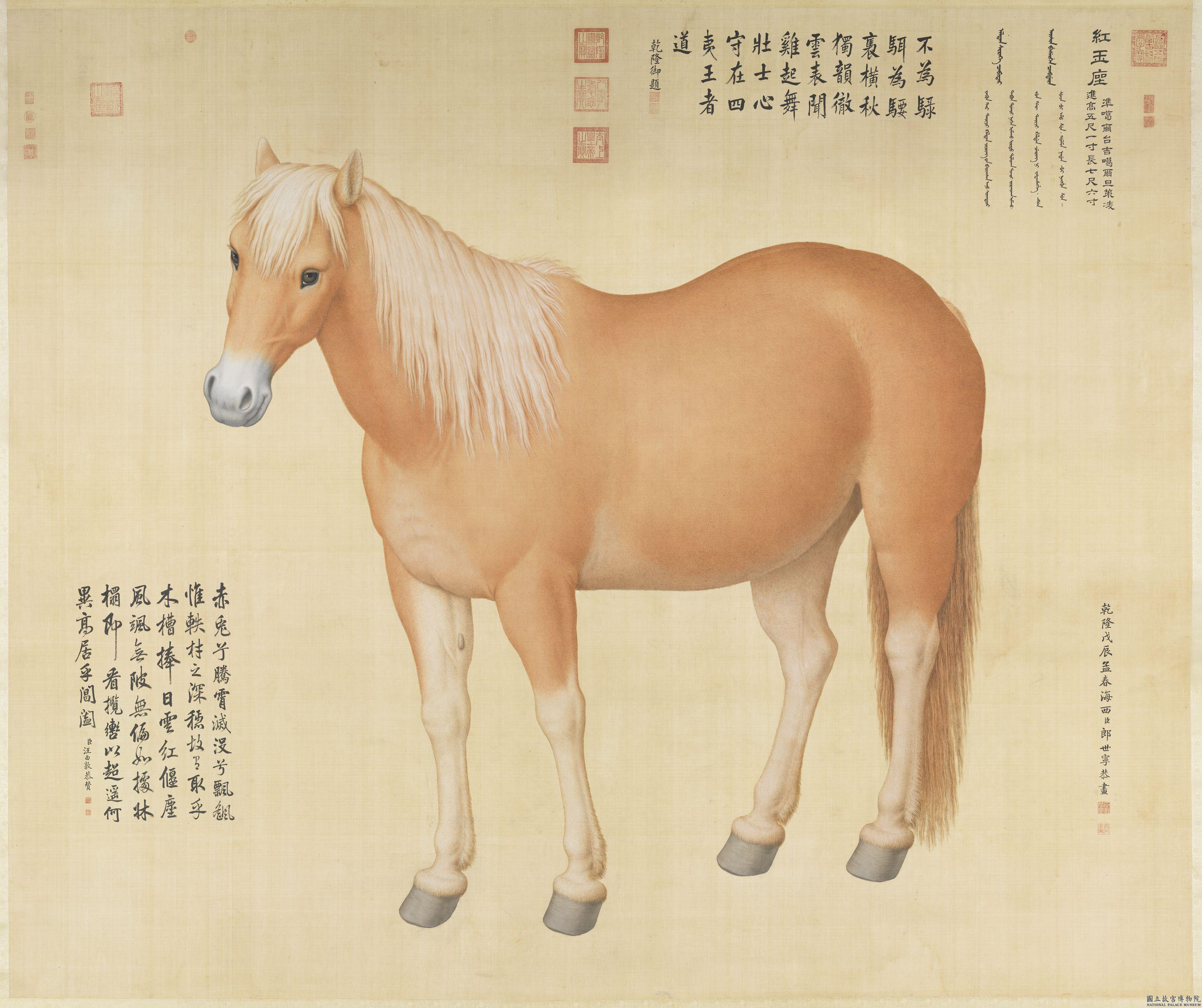
Beispiel eines der Zehn Rosse von Castiglione, (红玉座, 1748)

Die Vier Afghanischen Rosse sind eine Chinesische Tuschmalerei mit Farbe. Sie sind mit schwarzer, chinesischer Tusche auf eine Seidenrolle mit den Maßen (40,7 × 297,1 cm) gemalt. Die Pferde sind ganzfigurig, aus verschiedenen Blickwinkeln und teilweise in der Bewegung dargestellt. Es gibt eine Lichtquelle, wodurch die Pferde plastischer hervortreten. Die dargestellten Pferde sind von leichterem Körperbau als die Zehn Rosse von Castiglione.
Neben den Bildnissen finden sich in den Sprachen Uigurisch, Chinesisch, Mandschu und Mongolisch ausführliche Informationen zu jedem der Pferde. Laut Begleittext, bat der kaiserliche Dichter Zhang Lei den Kalligraphen Huang Tingjian, die Namen, die Größe sowie biografischen Informationen zu jedem Pferd aufzuschreiben. Auf den ersten Blick scheinen die Begleittexte in den vier verschiedenen Sprachen Übersetzungen voneinander zu sein. Sie liefern jedoch nicht alle die gleichen Informationen.

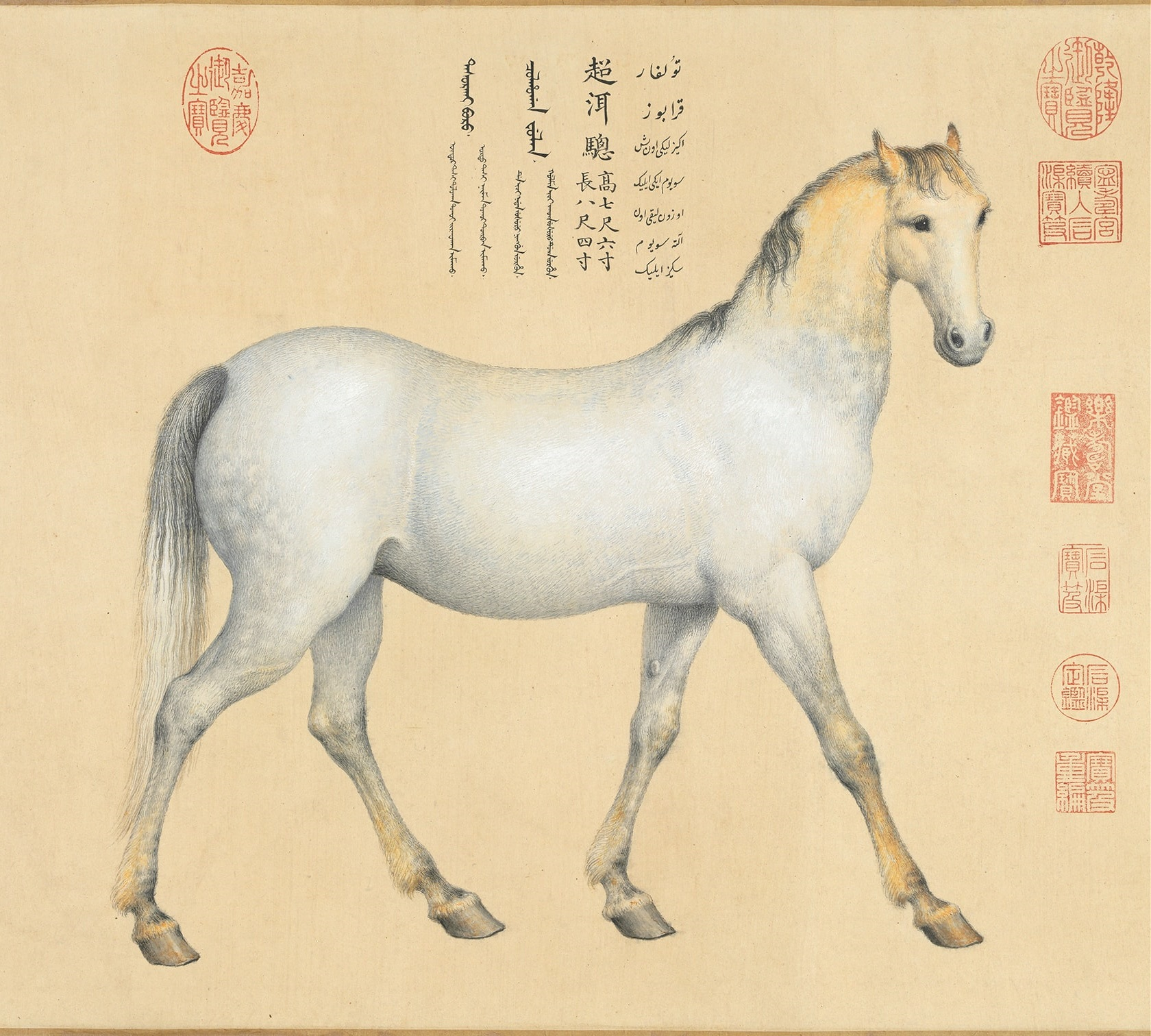
Chāo ěr cōng (超 洱 骢)
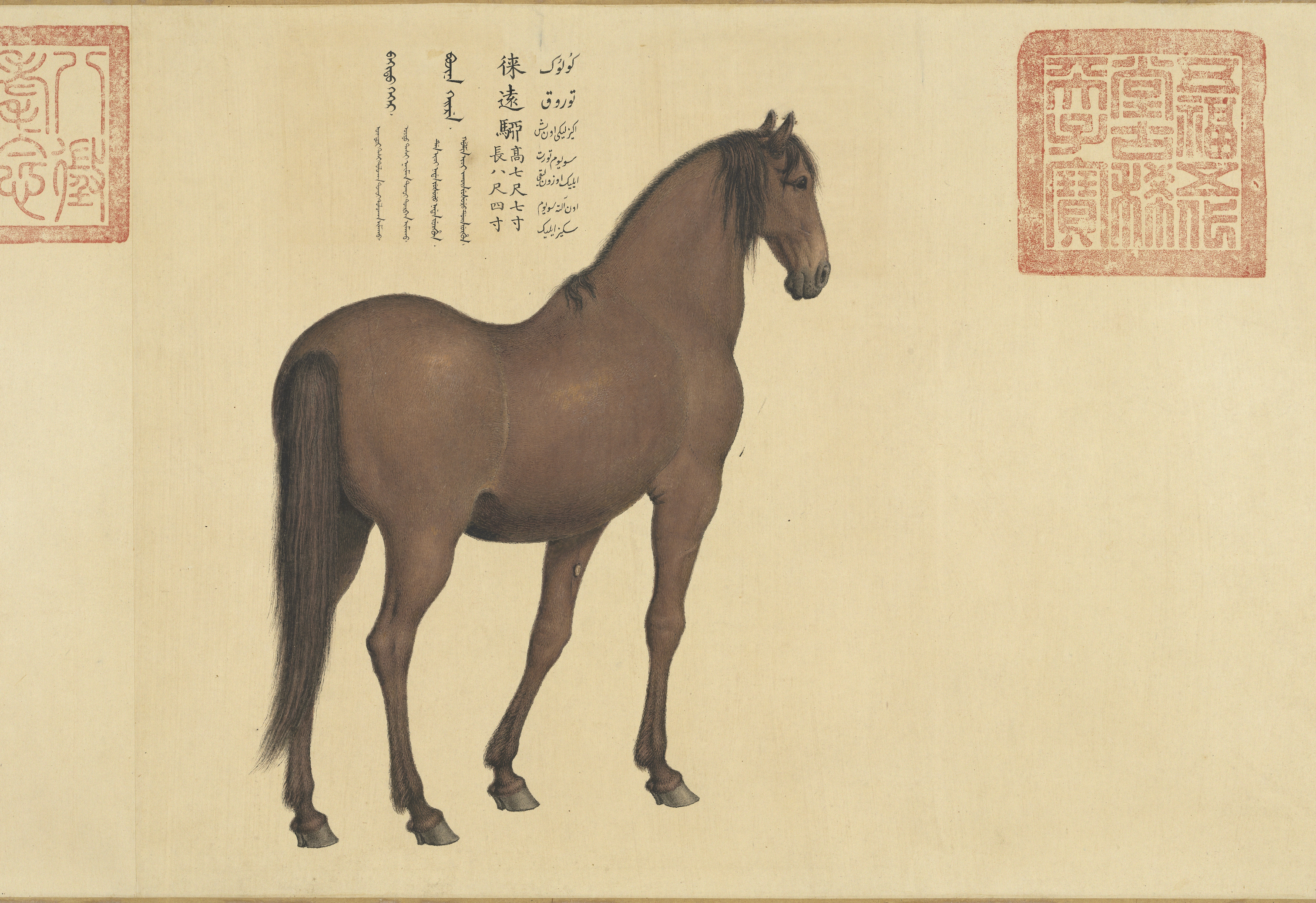
Lái yuǎn liú (徕远骝)
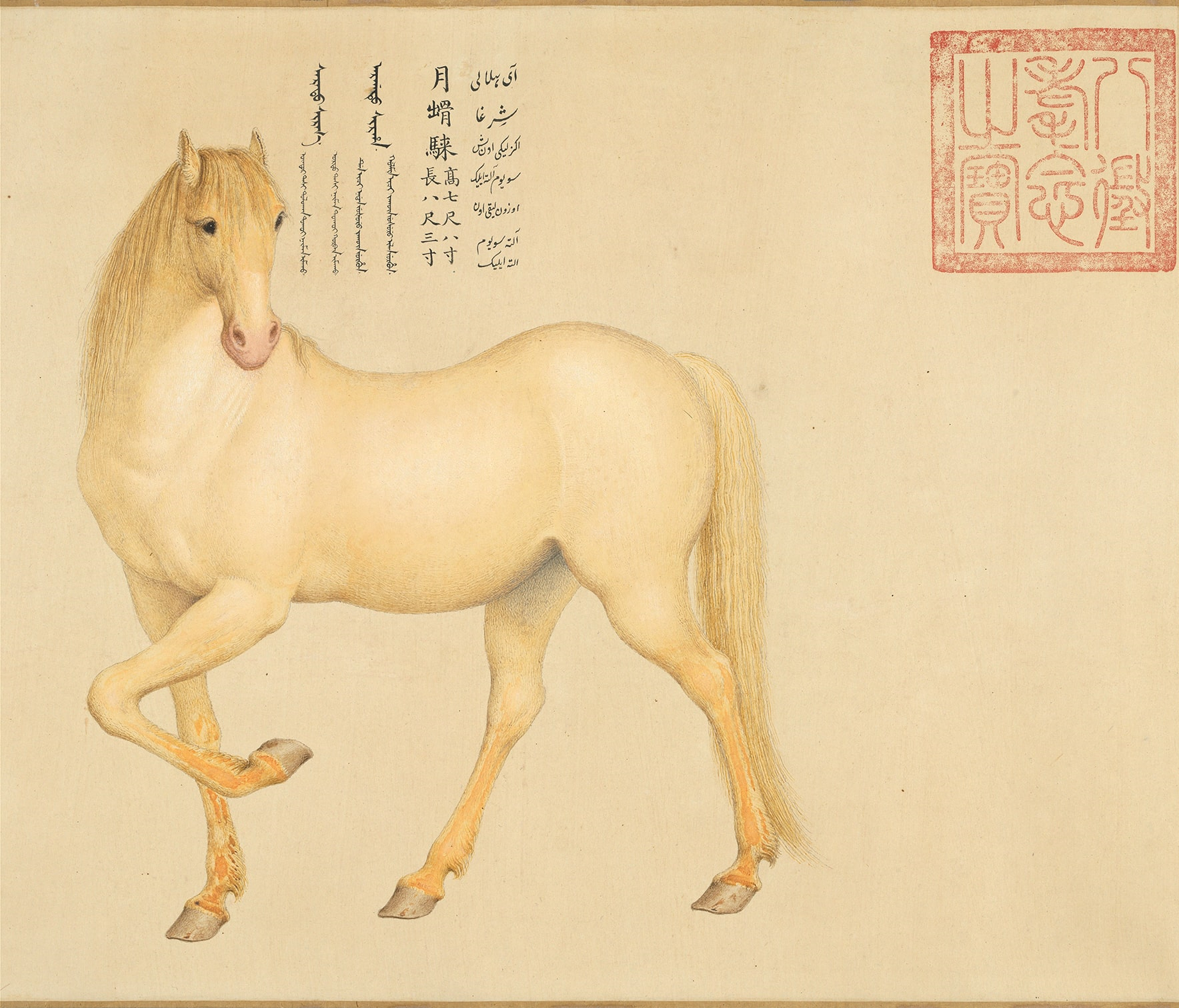
Yuè gǔ lái (月骨騋)
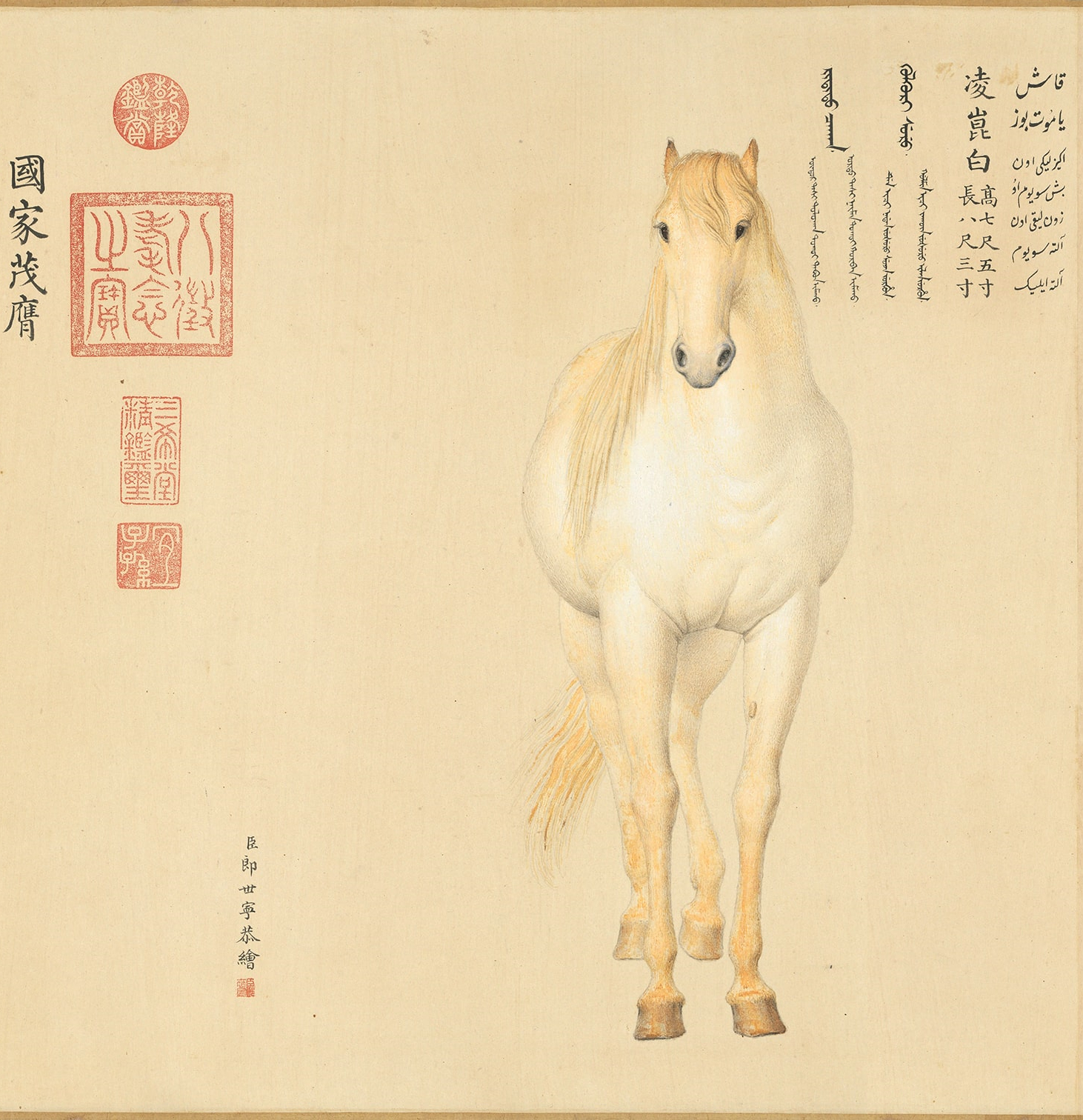
Líng kūn bái (凌昆白)

Beim Ausrollen der Schriftrolle erscheint als erstes Pferd Chaoercong. Es geht nach rechts und ist ein Apfelschimmel.
Das zweite Pferd heißt Leyuanliu. Es ist ein Brauner, der in einer Dreiviertelrückansicht dargestellt ist. Sein Blick ist nach rechts gerichtet.
Das dritte Pferd namens Yuekulai geht nach links und hat das linke Vorderbein angehoben. Es ist in gelblicher Farbe dargestellt, möglicherweise ist es ein Isabelle.
Der Name des Pferdes, Yuekulai, wurde übersetzt und interpretiert. Yueku bezeichnet in klassischen chinesischen Texten den Standort des Mondes oder das Licht des Mondes. Lai bezeichnet ein sieben Chi großes Pferd.
Die mandschurische Inschrift ist „Argatu Sirha“. Argatu bezeichnet einen Hirsch oder ein männliches Reh. Sirha ist eine Variante von Sirga und bezeichnet eine helle rötlich-braune Farbe bei Pferden oder Hirschen.
Das vierte Pferd mit Namen Ling Kunbai ist ein Schimmel und wird von vorne dargestellt.

## Analyse
Der Begleittext betont den Status des Durrani-Reichs als Vasall des Qing-Reiches. Die dargestellten Pferde haben kein erkennbares Geschlecht, was Jean-Louis Gouraud auf die Zurückhaltung von Castiglione zurückführte, der von Jesuiten ausgebildet wurde. Die Mähnen und unteren Gliedmaßen der Pferde scheinen mit Henna gefärbt zu sein, was mit der afghanischen, indischen und persischen Tradition übereinstimmen würde.